# کیکو تاناکا
کیکو تاناکا (انگلیسی: Keiko Tanaka-Ikeda؛ زادهٔ ۱۱ نوامبر ۱۹۳۳) ژیمناست هنری اهل ژاپن بود.
وی در مسابقات کشوری و بین‌المللی در مجموع برندهٔ ۱ مدال طلا، ۱ مدال نقره، ۷ مدال برنز شده‌است.